# Thacanophrys filholi
Thacanophrys filholi är en kräftdjursart som först beskrevs av A. Milne Edwards 1876.  Thacanophrys filholi ingår i släktet Thacanophrys och familjen maskeringskrabbor. Inga underarter finns listade i Catalogue of Life.